# كيرا ميرو
وإسمها الكامل كيرا غارسيا بيلتران ميرو (بالإسبانية: Kira García-Beltrán Miró)‏ وهي ممثلة و مذيعة إسبانية ولدت في يوم 13 مارس 1980 لاس بالماس دي غران كناريا في جزر الكناري إسبانيا.

## روابط خارجية
- كيرا ميرو على موقع IMDb (الإنجليزية)
- كيرا ميرو على موقع ألو سيني (الفرنسية)
- كيرا ميرو على موقع أول موفي (الإنجليزية)
- كيرا ميرو على موقع قاعدة بيانات الأفلام السويدية (السويدية)
- كيرا ميرو على موقع قاعدة بيانات الفيلم (الإنجليزية)
- كيرا ميرو على موقع كينوبويسك (الروسية)